# Fiica lui Dracula
Fiica lui Dracula (în engleză Dracula's Daughter) este un film Universal Monsters din 1936, al doilea film cu Contele Dracula după filmul din 1931, Dracula.  Filmul Fiica lui Dracula este regizat de Lambert Hillyer după un scenariu de Garrett Fort. În rolurile principale joacă actorii Otto Kruger, Gloria Holden în rolul titular, Marguerite Churchill și Edward Van Sloan care reinterpretează rolul profesorului Van Helsing, denumit Von Helsing în acest film.

## Distribuție
- Gloria Holden - Contesa Marya Zaleska - Fiica lui Dracula
- Otto Kruger - Dr. Jeffrey Garth
- Marguerite Churchill - Janet Blake
- Irving Pichel - Sandor
- Gilbert Emery - Sir Basil Humphrey, Scotland Yard
- Edward Van Sloan	 - Profesorul Von Helsing
- Halliwell Hobbes - Hawkins
- Billy Bevan - Albert
- Nan Grey - Lili
- Hedda Hopper - Lady Esme Hammond
- Claud Allister - Sir Aubrey
- Edgar Norton - Hobbs
- E. E. Clive - Sergeant Wilkes
- Christian Rub - Coachman (nemenționat)
- Vernon Steele - Squires (nemenționat)
- Fred Walton - Dr. Beemish (nemenționat)